# رايموندفيل (ميزوري)
رايموندفيل (بالإنجليزية: Raymondville, Missouri)‏ هي منطقة سكنية تقع في الولايات المتحدة في مقاطعة تكساس (ميزوري). يقدر عدد سكانها بـ 363 نسمة ومساحتها 7.64 كم2 وترتفع عن سطح البحر 402 متر.

## التركيبة السكانية
قام مكتب تعداد الولايات المتحدة بتحديد بيانات التركيبة السكانية لرايموندفيل في تعداد الولايات المتحدة. في ما يلي، التركيبة السكانية حسب تعدادي 2000 و2010.

### تعداد عام 2000
بلغ عدد سكان رايموندفيل 442 نسمة بحسب تعداد عام 2000، وبلغ عدد الأسر 173 أسرة وعدد العائلات 115 عائلة مقيمة في البلدة. في حين سجلت الكثافة السكانية 150.0 نسمة لكل ميل مربع (57.9/كم2). وبلغ عدد الوحدات السكنية 189 وحدة بمتوسط كثافة قدره 64.1 نسمة لكل ميل مربع (24.7/كم2).
وتوزع التركيب العرقي للبلدة بنسبة 96.61% من البيض و 0.45% من الأمريكيين الأصليين و 0.68% من الأمريكيين ذوي الأصول الآسيوية و 0.45% من الأمريكيين الأفارقة و 1.81% من عرقين مختلطين أو أكثر.
بلغ عدد الأسر 173 أسرة كانت نسبة 34.7% منها لديها أطفال تحت سن الثامنة عشر تعيش معهم، وبلغت نسبة الأزواج القاطنين مع بعضهم البعض 46.8% من أصل المجموع الكلي للأسر، ونسبة 10.4% من الأسر كان لديها معيلات من الإناث دون وجود شريك، وكانت نسبة 33.5% من غير العائلات. تألفت نسبة 30.6% من أصل جميع الأسر من أفراد ونسبة 16.2% كانوا يعيش معهم شخص وحيد يبلغ من العمر 65 عاماً فما فوق. وبلغ متوسط حجم الأسرة المعيشية 3.06، أما متوسط حجم العائلات فبلغ 2.49.
بلغ العمر الوسطي للسكان 39 عاماً. وكانت نسبة 27.8% من القاطنين تحت سن الثامنة عشر، وكانت نسبة 7.0% بين الثامنة عشر والأربعة وعشرون عاماً، ونسبة 24.4% كانت واقعةً في الفئة العمرية ما بين الخامسة والعشرون حتى والأربعة وأربعون عاماً، ونسبة 24.4% كانت ما بين الخامسة والأربعون حتى الرابعة والستون، ونسبة 16.3% كانت ضمن فئة الخامسة والستون عاماً فما فوق. يوجد لكل 100 أنثى 97.3 ذكر، ويوجد لكل 100 أنثى في الثامنة عشر من عمرها فما فوق 87.6 ذكر.
بلغ متوسط دخل الأسرة في البلدة 16,806 دولار، أما متوسط دخل العائلة فبلغ 21,667 دولار. وكان متوسط دخل الذكور 22,500 دولار مقابل 14,063 دولار للإناث. وسجل دخل الفرد الخاص بالبلدة 10,500 دولار. وكانت نسبة 30.0% من العائلات ونسبة 30.2% من السكان تحت خط الفقر، وكان من هؤلاء نسبة 40.0% تحت سن الثامنة عشر ونسبة 27.3% في الخامسة والستين من العمر وما فوق.

### تعداد عام 2010
بلغ عدد سكان رايموندفيل 363 نسمة بحسب تعداد عام 2010، وبلغ عدد الأسر 157 أسرة وعدد العائلات 96 عائلة مقيمة في القرية. في حين سجلت الكثافة السكانية 123.1 نسمة لكل ميل مربع (47.5/كم2). وبلغ عدد الوحدات السكنية 189 وحدة بمتوسط كثافة قدره 64.1 لكل ميل مربع (24.7/كم2).
وتوزع التركيب العرقي للقرية بنسبة 96.7% من البيض و 0.3% من الأمريكيين ذوي الأصول الآسيوية و 0.3% من الأمريكيين الأفارقة و 2.5% من عرقين مختلطين أو أكثر.
بلغ عدد الأسر 157 أسرة كانت نسبة 28.7% منها لديها أطفال تحت سن الثامنة عشر تعيش معهم، وبلغت نسبة الأزواج القاطنين مع بعضهم البعض 45.9% من أصل المجموع الكلي للأسر، ونسبة 12.1% من الأسر كان لديها معيلات من الإناث دون وجود شريك، بينما كانت نسبة 3.2% من الأسر لديها معيلون من الذكور دون وجود شريكة وكانت نسبة 38.9% من غير العائلات. تألفت نسبة 33.1% من أصل جميع الأسر من أفراد ونسبة 15.3% كانوا يعيش معهم شخص وحيد يبلغ من العمر 65 عاماً فما فوق. وبلغ متوسط حجم الأسرة المعيشية 2.95، أما متوسط حجم العائلات فبلغ 2.31.
بلغ العمر الوسطي للسكان 41.7 عاماً. وكانت نسبة 24% من القاطنين تحت سن الثامنة عشر، وكانت نسبة 7.1% بين الثامنة عشر والأربعة وعشرون عاماً، ونسبة 21% كانت واقعةً في الفئة العمرية ما بين الخامسة والعشرون حتى والأربعة وأربعون عاماً، ونسبة 30.3% كانت ما بين الخامسة والأربعون حتى الرابعة والستون، ونسبة 17.6% كانت ضمن فئة الخامسة والستون عاماً فما فوق. وتوزع التركيب الجنسي للسكان بنسبة 49.0% ذكور و51.0% إناث.